# Texture Maker
Texture Maker – graficzny program komputerowy służący do tworzenia tekstur. Zapisuje grafikę do formatów: JPG, BMP, PBM, PGM, PNG, PPM, TIFF. Posiada możliwość eksportu do formatu TGA z kanałem Alpha. Program ten umożliwia tworzenie powtarzających się w nieskończoność kształtów np. desek, kamieni, trawy, wody itd.